# Top Volley 2022-2023
Questa voce raccoglie le informazioni riguardanti la Top Volley nelle competizioni ufficiali della stagione 2022-2023.

## Stagione
Nella stagione 2022-23 la Top Volley assume la denominazione sponsorizzata di Top Volley Cisterna.
Partecipa per la ventunesima volta alla Superlega: chiude la regular season di campionato al nono posto in classifica, qualificandosi per i play-off 5º posto, dove viene eliminata nel girone preliminare.
A seguito dell'ottavo posto in classifica al termine del girone di andata, si qualifica per la Coppa Italia, uscendo ai quarti di finale, sconfitta dalla Sir Safety Perugia.

## Organigramma societario
Area direttiva
- Presidente: Gianrio Falivene
- Presidente onorario: Massimiliano Marini
- Vicepresidente: Denis Francia
- Amministratore unico: Bruno Monteferri
- Amministrazione: Valentina Amore
- Team manager: Danilo Cirelli
- Direttore sportivo: Candido Grande
- Addetto agli arbitri: Mauro Petrolini
- Logistica: Marco Marinelli, Umberto Pirazzi, Alberto Sordi

Area tecnica
- Allenatore: Fabio Soli
- Allenatore in seconda: Roberto Cocconi
- Assistente allenatore: Elio Tommasino
- Scout man: Maurizio Cibba

Area comunicazione
- Ufficio stampa: Daniele Ronci
- Responsabile comunicazione: Luigi Goldner
- Fotografo: Paola Libralato
- Speaker: Giuseppe Baratta

Area marketing
- Ufficio marketing: Luigi Goldner
- Biglietteria: Marina Cacciapuoti, Patrizia Cacciapuoti, Maura Tomassetti

Area sanitaria
- Medico: Amedeo Verri
- Preparatore atletico: Gioele Rosellini
- Fisioterapista: Valeria Diviziani, Elio Paolini
- Ortopedico: Gianluca Martini
- Osteopata: Mirko Carnevale
- Podologo: Alessandro Russo
- Radiologo: Francesco Sciuto
- Nutrizionista: Salvatore Battisti

## Rosa
| N° | Nome               | Ruolo | Data di nascita  | Nazionalità sportiva |
| -- | ------------------ | ----- | ---------------- | -------------------- |
| 1  | Aidan Zingel       | C     | 19 novembre 1990 | Australia            |
| 4  | Javier Martinez    | O     | 27 febbraio 1995 | Italia               |
| 5  | Damiano Catania    | L     | 28 marzo 2001    | Italia               |
| 6  | Denys Kaliberda    | S     | 24 giugno 1990   | Germania             |
| 7  | Marko Sedlaček     | S     | 29 luglio 1996   | Croazia              |
| 8  | Michael Zanni      | P     | 5 novembre 1998  | Italia               |
| 10 | Andrea Mattei      | C     | 23 luglio 1993   | Italia               |
| 11 | Petar Đirlić       | O     | 27 maggio 1997   | Croazia              |
| 13 | Andrea Rossi       | C     | 14 febbraio 1989 | Italia               |
| 15 | Matteo Staforini   | L     | 25 maggio 2003   | Italia               |
| 17 | Michele Baranowicz | P     | 5 agosto 1989    | Italia               |
| 20 | Efe Bayram         | S     | 1º marzo 2002    | Turchia              |
| 22 | José Gutiérrez     | S     | 27 ottobre 2001  | Cuba                 |

## Mercato
| Acquisti | Acquisti         | Acquisti           | Acquisti   |
| R.       | Nome             | da                 | Modalità   |
| -------- | ---------------- | ------------------ | ---------- |
| L        | Damiano Catania  | You Energy         | definitivo |
| S        | Efe Bayram       | Halkbank           | definitivo |
| S        | José Gutiérrez   | Chaumont           | definitivo |
| S        | Denys Kaliberda  | Netzhoppers        | definitivo |
| O        | Javier Martinez  | -                  | definitivo |
| C        | Andrea Mattei    | Emma Villas        | definitivo |
| C        | Andrea Rossi     | Emma Villas        | definitivo |
| S        | Marko Sedlaček   | Galatasaray        | definitivo |
| L        | Matteo Staforini | Powervolley Milano | definitivo |
| P        | Michael Zanni    | Nuova Consolini    | definitivo |

| Cessioni | Cessioni           | Cessioni          | Cessioni   |
| R.       | Nome               | a                 | Modalità   |
| -------- | ------------------ | ----------------- | ---------- |
| C        | Elia Bossi         | Modena            | definitivo |
| L        | Domenico Cavaccini | Callipo           | definitivo |
| O        | Petar Đirlić       | Police            | definitivo |
| P        | Lorenzo Giani      | Atlantide Brescia | definitivo |
| S        | Denys Kaliberda    | -                 | svincolato |
| C        | Tobias Krick       | Modena            | definitivo |
| S        | Stephen Maar       | Milano            | definitivo |
| L        | Matteo Picchio     | Libertas Brianza  | definitivo |
| S        | Giacomo Raffaelli  | Emma Villas       | definitivo |
| S        | Tommaso Rinaldi    | Modena            | definitivo |
| O        | Arthur Szwarc      | Milano            | definitivo |
| C        | Twan Wiltenburg    | ZAKSA             | definitivo |

## Risultati

### Superlega

#### Girone di andata
| 1ª giornata - 2 ottobre 2022 Palalido, Milano                              | Powervolley Milano | 0 - 3 | Top Volley Latina  | 22-25, 19-25, 23-25               |
| 2ª giornata - 9 ottobre 2022 Palazzetto dello Sport, Cisterna di Latina    | Top Volley Latina  | 3 - 0 | Prisma Taranto     | 25-20, 25-16, 28-26               |
| 3ª giornata - 16 ottobre 2022 Palazzetto dello Sport, Cisterna di Latina   | Top Volley Latina  | 3 - 1 | Padova             | 25-19, 31-33, 25-20, 25-15        |
| 4ª giornata - 23 ottobre 2022 PalaTrento, Trento                           | Trentino           | 3 - 2 | Top Volley Latina  | 20-25, 25-18, 35-33, 21-25, 15-13 |
| 5ª giornata - 29 ottobre 2022 Palazzetto dello Sport, Cisterna di Latina   | Top Volley Latina  | 1 - 3 | Emma Villas        | 25-21, 23-25, 25-27, 25-27        |
| 6ª giornata - 6 novembre 2022 PalaPanini, Modena                           | Modena             | 3 - 0 | Top Volley Latina  | 25-15, 25-19, 25-20               |
| 7ª giornata - 13 novembre 2022 Palazzetto dello Sport, Cisterna di Latina  | Top Volley Latina  | 3 - 0 | Lube               | 25-19, 25-19, 27-25               |
| 8ª giornata - 19 novembre 2022 Arena di Monza, Monza                       | Milano             | 3 - 2 | Top Volley Latina  | 21-25, 25-18, 26-28, 25-18, 15-11 |
| 9ª giornata - 27 novembre 2022 Palazzetto dello Sport, Cisterna di Latina  | Top Volley Latina  | 1 - 3 | Sir Safety Perugia | 15-25, 25-18, 20-25, 22-25        |
| 10ª giornata - 4 dicembre 2022 PalaBanca, Piacenza                         | You Energy         | 3 - 0 | Top Volley Latina  | 25-22, 25-19, 25-23               |
| 11ª giornata - 10 dicembre 2022 Palazzetto dello Sport, Cisterna di Latina | Top Volley Latina  | 2 - 3 | Verona             | 13-25, 25-23, 25-20, 20-25, 13-15 |

#### Girone di ritorno
| 12ª giornata - 17 dicembre 2022 Palazzetto dello Sport, Cisterna di Latina | Top Volley Latina  | 3 - 1 | Powervolley Milano | 25-21, 20-25, 25-23, 25-20        |
| 13ª giornata - 26 dicembre 2022 PalaMazzola, Taranto                       | Prisma Taranto     | 2 - 3 | Top Volley Latina  | 25-13, 25-19, 24-26, 23-25, 13-15 |
| 14ª giornata - 8 gennaio 2023 PalaSanLazzaro, Padova                       | Padova             | 3 - 2 | Top Volley Latina  | 17-25, 19-25, 25-21, 25-20, 15-12 |
| 15ª giornata - 15 gennaio 2023 Palazzetto dello Sport, Cisterna di Latina  | Top Volley Latina  | 3 - 2 | Trentino           | 25-21, 25-22, 24-26, 35-37, 15-13 |
| 16ª giornata - 22 gennaio 2023 PalaMensSana, Siena                         | Emma Villas        | 3 - 1 | Top Volley Latina  | 22-25, 25-19, 25-22, 25-18        |
| 17ª giornata - 29 gennaio 2023 Palazzetto dello Sport, Cisterna di Latina  | Top Volley Latina  | 1 - 3 | Modena             | 22-25, 23-25, 25-20, 23-25        |
| 18ª giornata - 5 febbraio 2023 PalaCivitanova, Civitanova Marche           | Lube               | 3 - 1 | Top Volley Latina  | 20-25, 25-18, 25-23, 27-25        |
| 19ª giornata - 11 febbraio 2023 Palazzetto dello Sport, Cisterna di Latina | Top Volley Latina  | 1 - 3 | Milano             | 25-20, 23-25, 23-25, 22-25        |
| 20ª giornata - 19 febbraio 2023 PalaEvangelisti, Perugia                   | Sir Safety Perugia | 3 - 0 | Top Volley Latina  | 25-23, 25-18, 25-22               |
| 21ª giornata - 4 marzo 2023 Palazzetto dello Sport, Cisterna di Latina     | Top Volley Latina  | 3 - 0 | You Energy         | 25-18, 25-18, 25-20               |
| 22ª giornata - 11 marzo 2023 PalaOlimpia, Verona                           | Verona             | 3 - 1 | Top Volley Latina  | 25-22, 25-20, 21-25, 25-20        |

#### Play-off 5º posto
| Preliminare 1ª giornata - 16 marzo 2023 Palazzetto dello Sport, Cisterna di Latina | Top Volley Latina | 0 - 3 | Padova            | 21-25, 22-25, 18-25        |
| Preliminare 2ª giornata - 23 marzo 2023 Palazzetto dello Sport, Cisterna di Latina | Top Volley Latina | 3 - 0 | Prisma Taranto    | 25-21, 25-21, 25-17        |
| Preliminare 4ª giornata - 2 aprile 2023 PalaSanLazzaro, Padova                     | Padova            | 3 - 0 | Top Volley Latina | 25-19, 25-22, 25-23        |
| Preliminare 5ª giornata - 8 aprile 2023 PalaMazzola, Taranto                       | Prisma Taranto    | 1 - 3 | Top Volley Latina | 25-20, 25-27, 16-25, 19-25 |

### Coppa Italia
| Quarti di finale - 29 dicembre 2022 PalaEvangelisti, Perugia | Sir Safety Perugia | 3 - 0 | Top Volley Latina | 25-18, 25-18, 25-23 |

## Statistiche

### Statistiche di squadra
| Competizione | Punti | In casa | In casa | In casa | In trasferta | In trasferta | In trasferta | Totale | Totale | Totale |
| Competizione | Punti | G       | V       | P       | G            | V            | P            | G      | V      | P      |
| ------------ | ----- | ------- | ------- | ------- | ------------ | ------------ | ------------ | ------ | ------ | ------ |
| Superlega    | 26/6  | 13      | 7       | 6       | 13           | 3            | 10           | 26     | 10     | 16     |
| Coppa Italia | -     | 0       | 0       | 0       | 1            | 0            | 1            | 1      | 0      | 1      |
| Totale       | -     | 13      | 7       | 8       | 14           | 3            | 11           | 27     | 10     | 17     |

G = partite giocate; V = partite vinte; P = partite perse

### Statistiche dei giocatori
| Giocatore     | Superlega | Superlega | Superlega | Superlega | Superlega | Coppa Italia | Coppa Italia | Coppa Italia | Coppa Italia | Coppa Italia | Totale | Totale | Totale | Totale | Totale |
| Giocatore     | P         | PT        | AV        | MV        | BV        | P            | PT           | AV           | MV           | BV           | P      | PT     | AV     | MV     | BV     |
| ------------- | --------- | --------- | --------- | --------- | --------- | ------------ | ------------ | ------------ | ------------ | ------------ | ------ | ------ | ------ | ------ | ------ |
| M. Baranowicz | 23        | 34        | 6         | 13        | 15        | 1            | 2            | 0            | 0            | 2            | 24     | 36     | 6      | 13     | 17     |
| E. Bayram     | 26        | 198       | 153       | 11        | 34        | 1            | 6            | 5            | 0            | 1            | 27     | 204    | 158    | 11     | 35     |
| D. Catania    | 24        | 0         | 0         | 0         | 0         | 1            | 0            | 0            | 0            | 0            | 25     | 0      | 0      | 0      | 0      |
| P. Đirlić     | 24        | 433       | 383       | 40        | 10        | 1            | 7            | 6            | 1            | 0            | 25     | 440    | 389    | 41     | 10     |
| J. Gutiérrez  | 20        | 112       | 79        | 10        | 23        | 1            | 1            | 1            | 0            | 0            | 21     | 113    | 80     | 10     | 23     |
| D. Kaliberda  | 17        | 94        | 81        | 4         | 9         | 1            | 6            | 5            | 1            | 0            | 18     | 100    | 86     | 5      | 9      |
| J. Martinez   | 8         | 46        | 41        | 2         | 3         | 1            | 0            | 0            | 0            | 0            | 9      | 46     | 41     | 2      | 3      |
| A. Mattei     | 16        | 37        | 22        | 10        | 5         | 1            | 0            | 0            | 0            | 0            | 17     | 37     | 22     | 10     | 5      |
| A. Rossi      | 25        | 144       | 102       | 36        | 6         | 1            | 4            | 2            | 2            | 0            | 26     | 148    | 104    | 38     | 6      |
| M. Sedlaček   | 24        | 310       | 258       | 35        | 17        | 1            | 2            | 1            | 1            | 0            | 25     | 312    | 259    | 36     | 17     |
| M. Staforini  | 20        | 3         | 0         | 0         | 3         | 1            | 0            | 0            | 0            | 0            | 21     | 3      | 0      | 0      | 3      |
| M. Zanni      | 8         | 4         | 2         | 1         | 1         | 0            | 0            | 0            | 0            | 0            | 8      | 4      | 2      | 1      | 1      |
| A. Zingel     | 25        | 154       | 86        | 58        | 10        | 1            | 10           | 7            | 2            | 1            | 26     | 164    | 93     | 60     | 11     |

P = presenze; PT = punti totali; AV = attacchi vincenti; MV = muri vincenti; BV = battute vincenti